# Gustavo Dezotti
Gustavo Dezotti (14 de febrer de 1964) és un exfutbolista argentí.

## Selecció de l'Argentina
Va formar part de l'equip argentí a la Copa del Món de 1990.